# Горњи Порој
Горњи Порој (грч. Άνω Πορόια, Ано Пороја) је насељено место у општини Синтика у периферији Средишња Македонија, Грчка. Према попису из 2021. године било је 836 становника.
Према бугарском географу и историчару, Василу Канчову, у Горњем Пороју је 1900. године живело 2.200 Словена хришћана, 1.100 Аромуна и 480 Турака. Током Другог балканског и Првог светског рата село је настрадало, део мештана се иселио, те је 1920. године Горњи Пороој имао 1.738 житеља. Године 1924. године турско становништво је принудно исељено у Турску и одређени број словенских породица у Бугарску (372 особе). На њихово место је насељено 208 грчких избегличких породица, укупно 838 особа. На попису из 1928. године Горњи Порој је имао 2.173 становника.